# Conquêtes mongoles
 (avril 2017).
Si vous disposez d'ouvrages ou d'articles de référence ou si vous connaissez des sites web de qualité traitant du thème abordé ici, merci de compléter l'article en donnant les références utiles à sa vérifiabilité et en les liant à la section « Notes et références ».

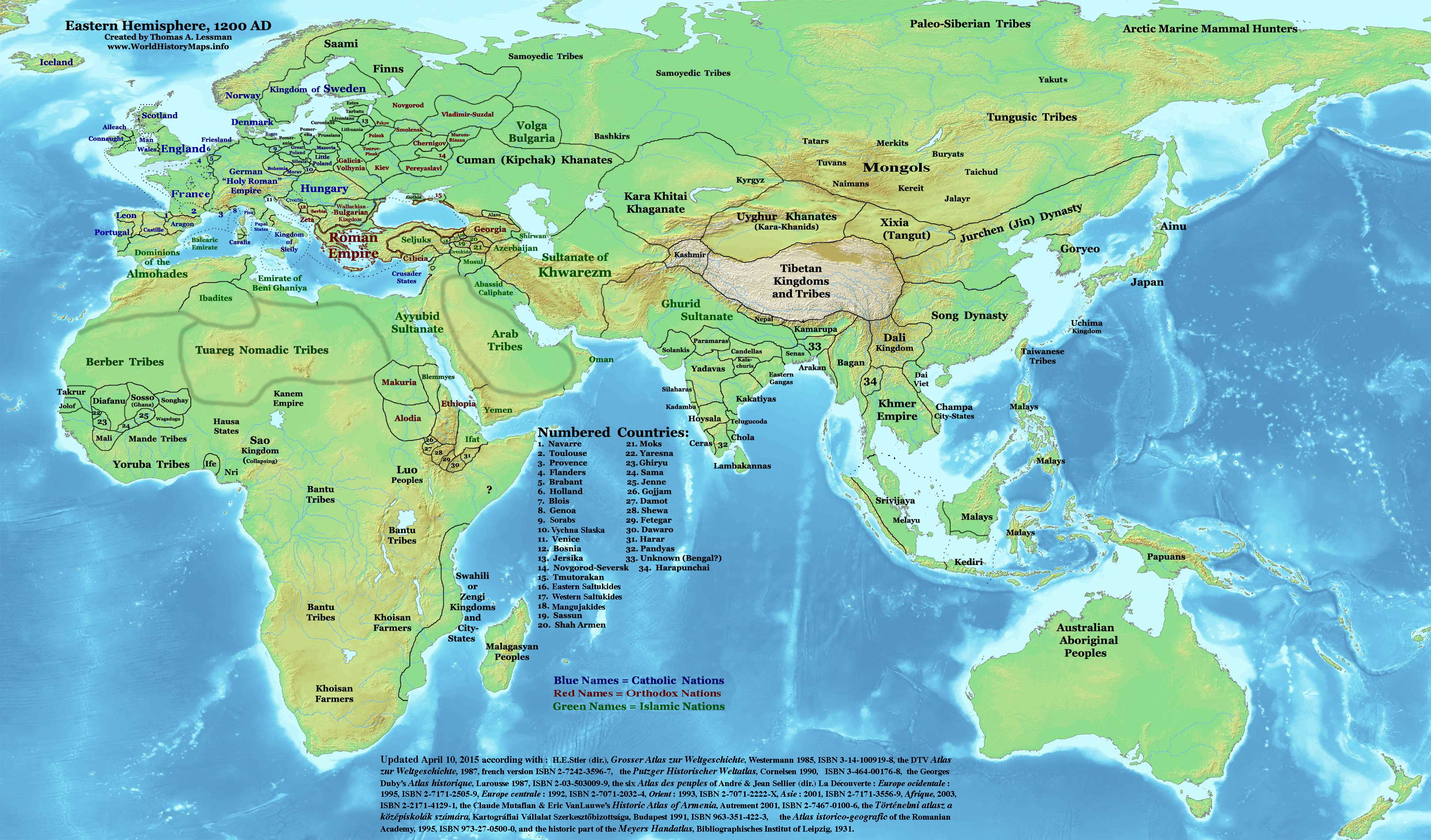
Situation des pouvoirs régionaux en Eurasie au tournant du XIIe siècle, à la veille des conquêtes mongoles.

Les conquêtes mongoles, ou invasions mongoles furent un ensemble de campagnes militaires successives et souvent victorieuses menées par l'Empire Mongol naissant, de 1206 à 1279. Elles commencèrent à sa fondation sous le règne de Genghis Khan mais se prolongèrent sur les générations de ses fils, petits-fils et arrière petit-fils,. Elles aboutirent à la création du plus vaste empire contigu de l'histoire humaine,,. Ces invasions ont chacune des raisons précises et différentes, il n'y avait pas de plan de la conquête du monde chez les mongols. Contrairement aux idées répandues, elles n'étaient pas motivées par le pillage des villes, même si ce genre d'évènements a eu lieu. La domination de nombreux sujets était plus importante aux yeux des mongols que celle de territoires. Il apparaît aussi qu'une de leurs priorités était de soumettre tous les autres peuples nomades de la steppe. Ainsi, les conquêtes menées vers l'occident jusqu'en Hongrie avaient pour but de poursuivre d'autres nomades qui fuyaient leur avancée, les Coumans (aussi appelés Kipchaks). En se réfugiant chez les princes russes, puis en Hongrie, ils mènent les mongols jusque dans ces pays,.

## Chronologie
- 1187–1206 : Temüdjin (vrai nom de Gengis Khan) attaque et rassemble toutes les tribus mongoles et se fait proclamer Tchinggis Kaghan - Khan universel - d'où le nom Gengis Khan[6].
- 1206–1207 : Soumission du Tibet.
- 1206–1209 : Ralliement d'autres peuples des steppes à Gengis Khan.
- 1211 : Début de la campagne de Chine contre la dynastie Jin.
- 1212 : Ralliement des Khitan (peuple turco-mongol installé plus à l'est).
- 1214-1215 : Siège de Pékin. Annexion de la Mandchourie.
- 1215 : Prise de Pékin.
- 1218 : Conquête de l'empire Qara Khitaï. Invasion de la Corée.
- 1219 : Attaque du Khwarezm, prise d'Otrar sans doute en septembre[7].
- 1220 : Gengis Khan prend Boukhara en février et Samarkand en mars[7], Rayy, Qazvin et Hamadan. Il attaque Termez. Un général mongol prend Daming, en Chine. Réorganisation de la Transoxiane.
- 1221 : Chute d'Ourguentch. Des généraux mongols prennent Tiflis et Merv. Gengis Khan occupe Balkh. Gengis Khan sur l'Indus.
- 1222 : Prise de Hérat. Un détachement mongol atteint Multan. Les Russes sont écrasés à la Kalka le 31 mai 1222[8]. Prise de Xi'an.
- 1223 : Une armée en retour de la Russie détruit les Bulgares de la Kama.
- 1226 : Gengis Khan attaque les Tangoutes de la dynastie des Xia occidentaux et prend Ganzhou et Suzhou[8].
- 1227 : Mort de Gengis Khan au cours d'une expédition punitive lancée contre les Tangoutes du Gansu. Reddition du Ningxia et des Xia occidentaux.
- 1228 : Bataille indécise pour Ispahan.
- 1230-1231 : Les Mongols détruisent les forces du Khwarezm. Occupation de l'Iran.
- 1232 : Nouvelle campagne de Corée. Prise du Songda, la capitale du royaume. Prise de Tangkun au nord de la Chine.
- 1233 : Prise de Kaifeng, capitale des Jin. L'Azerbaïdjan est assujetti.
- 1234 : Reddition de la Chine du nord (les Jin)
- 1235 : Déclaration de la guerre aux Song (Chine du sud). Annexion de l'Arménie.
- 1236 : Prise de Chengdu. Troisième campagne de Corée. Invasion de la Géorgie. Début de la campagne d'Europe.
- 1236-1237 : Vassalité de la Géorgie. Destruction des Bulgares de la Kama. Soumission du pays Qiptchaq. Entrée des Mongols en Russie. Prise de Riazan et de Kolomna. Prise d'Ispahan.
- 1238 : Prise de Moscou et de Vladimir. Incursions en Irak.
- 1239 : Soumission des Alains. Invasion du Tibet. Reculs en Chine.
- 1240 : Prise de Kiev. Raid au Cachemire. Prise de Srinagar.
- 1240 : Conquête du Tibet par les Mongols.
- 1241 : Les Mongols franchissent la Vistule. Destruction de Cracovie. Prise de Pest. Avant-gardes mongoles près de Vienne. Prise de Gran et Zagreb.
- 1242 : Les Mongols sur la mer Adriatique. Évacuation de la Hongrie et installation au nord de la mer Noire. Prise d'Erzurum (Anatolie).
- 1243 : Invasion de l'Anatolie. Défaite des Seldjoukides à la bataille de Köse Dağ. Prise de Sivas, Tokat, Kayseri. Les Seldjoukides vassaux des Mongols.
- 1244 : Vassalité du Royaume arménien de Cilicie.
- 1247 : Reprise de la guerre en Corée.
- 1253 : Occupation du Royaume de Dali (approximativement l'actuelle province du Yunnan).
- 1256 : Reprise de la guerre en Chine du sud. Prise d'Alamut. Destruction des ismaéliens Assassins.
- 1257 : Offensive en Indochine. Pillage de Hanoï. Capitulation de la Corée. Invasion de l'Irak. Attaques en Inde.
- 1258 : Prise de Bagdad. Exécution du calife. Annexion de l'Irak.
- 1259 : Invasion de la Syrie. Incursion en Pologne et en Lituanie.
- 1260 : Prise d'Alep et de Damas. Défaite des Mongols contre les Mamelouks d'Égypte à Aïn Djalout.
- 1262 : Destruction de Mossoul.
- 1277 : Bataille de Ngasaunggyan dans le Royaume de Pagan (actuelle Birmanie).
- 1283 : Bataille de Bhamo dans le Royaume de Pagan.
- 1297 : Bataille de Pagan dans le Royaume de Pagan.